# Lupta de la Tighina (1918)
Lupta de la Tighina a avut loc între 20 ianuarie și 25 ianuarie 1918, și s-a dat între forțele armate ale Regatului României și cele ale RUMCEROD-ului, precum și voluntari dezertați din fosta Armată Imperială Rusă și bolșevici.
Avansarea trupelor române pe teritoriul Republicii Democratice Moldovenești a început după ce Sfatul Țării a votat în favoarea unirii cu România, cu toate acestea armata română a întâlnit o rezistență dârză din partea elementelor locale bolșevice și anarhiste rusești.

## Context
„Benderul (Tighina) reprezenta un punct strategic militar de prima mărime pentru că, așa cum s-a arătat, de la el plecau căile de acces – ferate și rutiere – spre Chișinău și Iași, precum și spre sudul Basarabiei”.
Operațiunea de alungare a trupele sovietice din Tighina a fost încredințată detașamentului 22, condus de lt. col. Macovescu. În executarea ei, s-au săvârșit unele greșeli, ceea ce a dus la o încleștare deosebită. Eroarea aparține M.C.G. și conducerii Diviziei 11, prin faptul că detașamentul era redus numeric față de inamic și nu s-a ținut cont de ostilitatea populației rusofone, precum și de specificul orașului prin cetatea militară medievală, oferindu-i dușmanului condiții prielnice de a duce lupte subterane.
S-a pornit de la informații contradictorii și parțial inexacte:
1. în zonă se află doar un regiment de ucraineni pentru paza podului Tiraspol-Tighina care au ocupat orașul.
2. în Tighina e liniște, orașul nu este ocupat de inamic.
3. de la Prut la Chișinău, Divizia 11 fusese însoțită și de Brigada 22, podul și gara nu sunt păzite de sovietici.
„Brigada 22 era alcătuită, de fapt, dintr-un batalion de infanterie, două companii de pionieri, 1 escadron de cavalerie și o baterie de artilerie”.

## Desfășurare
Plecarea s-a făcut la 15 ianuarie, detașamentul înaintând în cursul zilei de 16 ianuarie pe dealurile din jurul Benderului, a fost primit cu foc atât dinspre oraș cât și dinspre satele înconjurătoare. În seara de 16 ianuarie, trupele române ajung la est de calea ferată; dar din rațiunea de a nu fi atacați în timpul nopții, detașamentul a fost retras și cantonat în satul Bulboaca. Bolșevicii în schimb, voiau să încercuiască detașamentul român ca să-i rupă legăturile cu Divizia. Lt. col. Macovescu cere imediat întăriri, iar în dimineața de 17 ianuarie, comandantul diviziei a trimis ca întărire, încă un detașament, compus din 2 batalioane, condus de col. Meleca. Detașamentul are de înfruntat bande bolșevice, dar ajunge la destinație în seara zilei de 17 ianuarie. Apoi, generalul Broșteanu trimite încă un batalion, ajuns tot la Bulboaca, în dimineața zilei de 19 ianuarie. Detașamentul de la Bender este compus din 4 batalioane, un escadron și 2 baterii. La 18 ianuarie, Divizia 11 trimite un detașament la Orhei unde trupe înarmate de sovietici devastau și prădau depozitele. Două batalioane de voluntari ce sunt îndreptate spre Chișinău și Bender sunt atacate de inamic și dezarmate în localitatea Căinari (40 km la sud de Chișinău) deoarece comandantul nu dăduse ordin să tragă nici un foc în caz de întâlnire cu inamicul. În ziua de 20 ianuarie, detașamentul declanșează atacul, ocupând localitățile Lipcani, Borisovca și Varnița, situate la nord de oraș. Sosesc și alte întăriri, detașamentul ajungând la 5 baterii, 5 batalioane și un escadron. Este declanșat un bombardament violent de artilerie asupra orașului, iar în ziua de 21 ianuarie, la ora 5 dimineața, detașamentul atacă prin surprindere și la 10 orașul este eliberat.
„Armata română capturează un imens material feroviar și de război, între care un depozit de artilerie, având 800 de tunuri – adăpostit în cetate și i-au produs inamicului mari pierderi de oameni: morți și răniți”.
Sunt formate mici garnizoane pentru apărarea gărilor, localităților și materialelor, iar în Bender este oprit doar un batalion. Artileria ocupă poziția Borisovca și Lipcani având obiectiv podul și satul Parcani. Este trimis un detașament de o companie și jumătate și o secție de artilerie în direcția S-E de Bender, având misiunea de a alunga inamicul. Bolșevicii profită de dispersarea trupelor române și fiind bine informați, la 23 ianuarie, declanșează o puternică contraofensivă dinspre Tiraspol, folosind mașini militare blindate și tunuri pe care la trec cu ușurință peste podul rămas intact și nepăzit în mod corespunzător. Atacul surpriză determină trupele române să se retragă la Berezovca, abandonând pozițiile.
„A rămas pe loc doar o companie din Regimentul 57 Mehedinți, alcătuită din 62 de ostași și 3 ofițeri, condusă de maiorul invalid Anghel Ciucu. Acest mic detașament a luptat eroic, baricadat în hrube și case timp de 3 zile, până la revenirea camarazilor lor”.
Trupele retrase se regrupează la Bulboaca, primesc întăriri – 2 batalioane și la 24 ianuarie, contraatacă.
„Înaintarea spre Bender se face pe trei coloane:
- coloana din dreapta, de forța unui batalion, pe direcția Bulboaca – Gheorbanovschi – Bender, având misiune de a face legătura cu Brigada 4 Roșiori, aflată în zona Fărlădari – Lișca și, împreună cu aceasta, să ajute la recuperarea Benderului (Tighinei);
- coloana din centru, de forța a 5 batalioane și două baterii, atacă pe direcția Bulboaca - Bender;
- coloana din stânga, de forța unui batalion și o baterie, pe direcția Bulboaca – Râșcani – Bender”.[4]

În dimineața de 25 ianuarie, la ora 6, cele trei baterii ale detașamentului, împreună cu baterie călăreață a Brigăzii 4 Roșiori, deschid un foc violent asupra Benderului, iar peste 20 min., infanteria pornește la atac. Înaintarea s-a făcut ușor până la liziera de vest a orașului, dar în localitate a fost grea, fiind primită cu foc dens din partea inamicului. Totodată, de pe malul stâng al Nistrului, dinspre localitatea Parcani, artileria inamică trage și ea spre Bender. Între orele 11-12, orașul este recuperat de trupele române. Iar cele bolșevice și susținătorii lor, respinse peste Nistru, se retrag la Tiraspol.

## Pierderi
În această luptă, trupele române au pierdut 3 ofițeri și 138 soldați. În luptele de la Bender, în rândurile bolșevicilor, au luptat și două sute de români, proveniți dintre dezertori și muncitori voluntari, membri ai batalionului revoluționar român din Odesa, organizat și condus de Cristian Racovski, Mihail Gheorghiu-Bujor ș.a.